# Vliegtuigbotsing bij Cincinnati

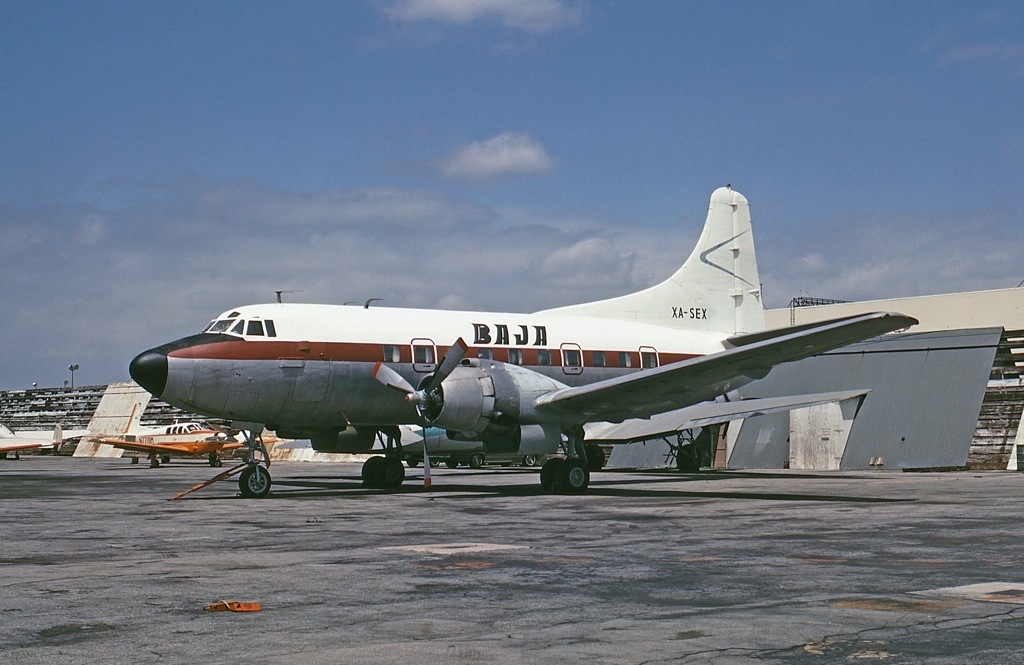
Een Martin 2-0-2A, vergelijkbaar met het betrokken toestel

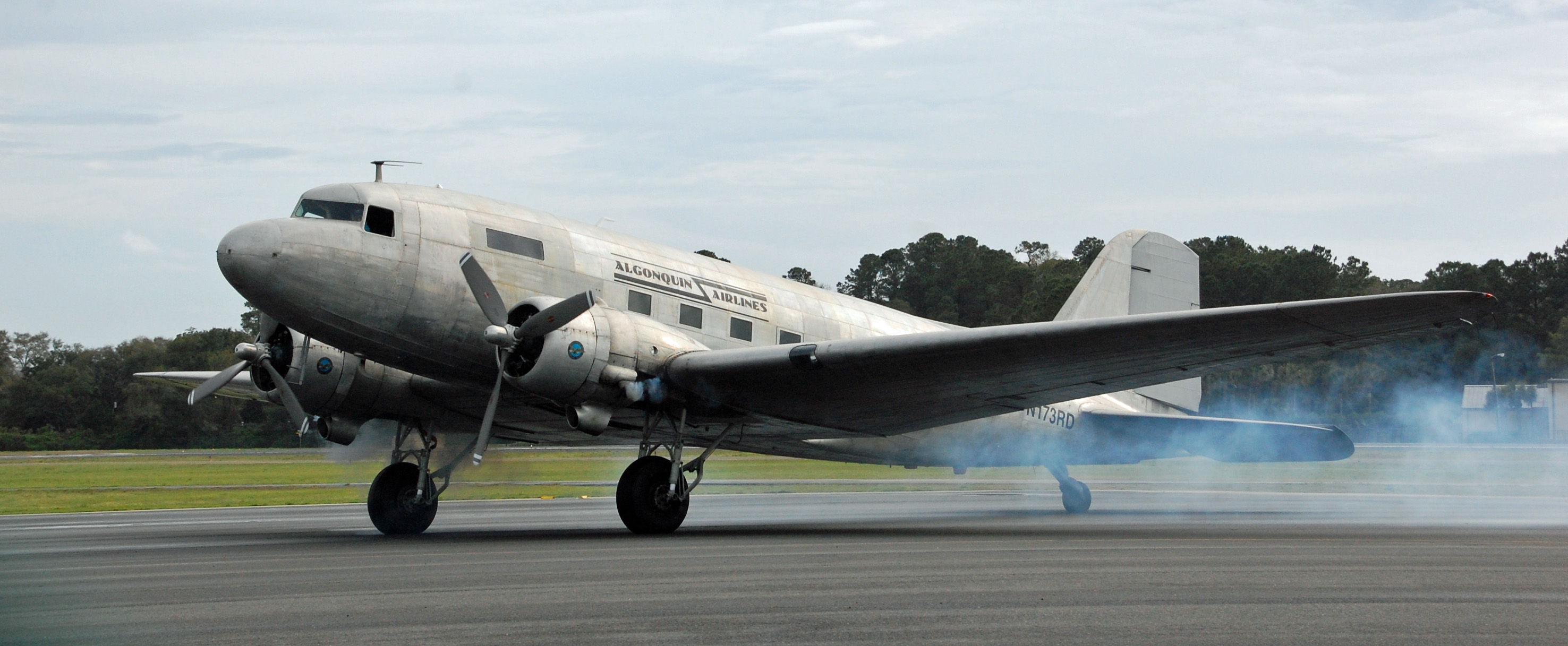
Een DC-3C, vergelijkbaar met het betrokken toestel

De vliegtuigbotsing bij Cincinnati vond plaats op 12 januari 1955 boven Cincinnati, bij Boone County Airport, tegenwoordig Cincinnati/Northern Kentucky International Airport. Een opstijgende Martin 2-0-2A van Trans World Airlines (TWA) kwam in botsing met een particuliere Douglas DC-3 die zonder klaring in het luchtruim van de luchthaven vloog. Alle vijftien inzittenden kwamen om.

## Vliegtuigen en bemanning
Het TWA-toestel maakte een vlucht van Dayton in Ohio naar Cleveland met tien passagiers aan boord en werd bemand door gezagvoerder J.W. Quinn, copiloot Robert K. Childress en stewardess Patricia Ann Stermer. De DC-3 was onderweg van Battle Creek in Michigan naar Lexington in Kentucky met Arthur Werkhaven als gezagvoerder en copiloot Edward Agner.

## Botsing
De TWA Martin 2-0-2A steeg om 9.00 uur in de ochtend op van startbaan 22 en bevond zich in een klimmende bocht naar rechts door de basis van een wolkendek. Om 9.04 uur, op een hoogte van 700 tot 900 voet (210 tot 280 meter), raakte hij de DC-3 die op zicht navigeerde. De rechtervleugel van de Martin 2-0-2A werd geraakt door de linkervleugel van de DC-3 en scheurde af, terwijl de linkerpropeller van de Martin in de romp van de DC-3 sneed en de bovenkant van de romp, het kielvlak en het richtingsroer van dat toestel beschadigde. Na de botsing stortten beide vliegtuigen neer, op ruim drie kilometer van elkaar. Er waren geen overlevenden.

## Oorzaak
De verkeerstoren, bemand door de Civil Aeronautics Board (CAB), meldde dat geen van beide toestellen een vluchtplan ingediend had. Volgens een woordvoerder van de CAB bleek uit het radioverkeer dat de piloot van het TWA-toestel kort na de start "geschrokken en opgewonden was". Volgens hem had de piloot toestemming voor het opstijgen en de bocht naar rechts. Als vermoedelijke oorzaak van het ongeval werd aangegeven, dat de DC-3 bij de luchthaven vloog zonder klaring of communicatie met de luchtverkeersleiding.

## Afwikkeling
TWA eiste in een rechtszaak twee miljoen dollar schadevergoeding van Castleton Corporation, de eigenaar van de DC-3.